# Campylopus incrassatus
Campylopus incrassatus là một loài Rêu trong họ Dicranaceae. Loài này được Müll. Hal. mô tả khoa học đầu tiên năm 1845.